# Kanstantsin Siwtsow
Kanstantsin Viktaravitj Siwtsow (hviderussisk: Канстанцін Віктаравіч Сіўцоў ; russisk: Константин Викторович Сивцов tr. Konstantin Viktorovitj Sivtsov, født 9. august 1982 i Homel, Hviderussiske SSR, Sovjetunionen) er en tidligere professionel hviderussisk landevejsrytter.